# Piero Esteriore
Piero Esteriore är en artist som från början var frisör, men fick år 2004 sitt stora genombrott i dokusåpan Musicstar hemma i Schweiz. Han representerade även samma år hemlandet i Eurovision Song Contest med låten Celebrate! men slutade sist i semifinalen med noll poäng. Samma sommar fick han en liten hit med Mamma Mia.